# 維捷布斯克站 (聖彼得堡)
維捷布斯克站（羅馬化：Vitebsky vokzal），位於城郊大街32號，是俄羅斯第二大城市聖彼得堡的一個鐵路總站，是聖彼得堡，以至俄羅斯最古老的車站。
1838年啟用，時稱沙皇村站（俄語：Царскосельский，羅馬化：Tsarskosel'sky，因連接沙皇村為名）。往中歐、烏克蘭、白俄羅斯和聖彼得堡南郊的列車自此站出發。

## 接駁地鐵
- 普希金站（一號線、五號線）